# Winfried Kralik
Winfried Kralik (* 8. März 1921 in Wien; † 23. Jänner 2000 ebenda) war ein österreichischer Jurist.

## Leben
Der Sohn von Roderich Kralik and Luise (geb. Hepperger) war Dekan der Rechts- und Staatswissenschaftlichen Fakultät 1966/67. Nach der Promotion 1946 wurde er Universitätsdozent in Wien 1953, außerordentlicher Professor in Innsbruck 1960 und ordentlicher Professor in Wien 1963.

## Werke (Auswahl)
- Die Vorfrage im Verfahrensrecht. Wien 1953, OCLC 251201070.
- Das Erbrecht. Wien 1983, ISBN 3-214-04653-5.
- Entwurf eines Außerstreitgesetzes. Wien 1988, ISBN 3-214-06958-6.